# Senato della Repubblica (Colombia)
Il Senato della Repubblica (in spagnolo Senado de la República) è, in Colombia, la camera alta del Congresso della Repubblica, mentre la camera bassa è la Camera dei rappresentanti. Il Senato è composto da 108 membri che rimangono in carica per quattro anni.

## Sistema elettorale

### Membri
Secondo la costituzione colombiana, su 108 senatori (senadores) totali, 100 sono eletti da un unico collegio elettorale nazionale, 5 sono membri del partito FARC i cui seggi sono dovuti al processo di pace, altri due sono eletti in una circoscrizione nazionale speciale per le comunità indigene e il rimanente viene assegnato al secondo candidato per numero di voti alle ultime elezioni presidenziali.

### Elezioni
I cittadini colombiani che vivono all'estero hanno il diritto di voto, anche se, a differenza della camera bassa non hanno rappresentanti speciali al Senato.
Per le elezioni al Senato nella circoscrizione nazionale, partiti politici o altri movimenti corrono in liste uniche, con un numero di candidati non superiore al numero totale dei seggi da coprire. L'attuale sistema elettorale, adottato nel 2003 e modificato nel 2009 e nel 2015, impone alle liste di partito di superare la soglia di sbarramento del 3% per ottenere la rappresentanza. Per le elezioni del 2006 e del 2010 la soglia venne fissata al 2%, prima di essere portata al 3% dopo una riforma del 2009.

### Requisiti
Per essere eletto senatore, una persona deve essere un cittadino colombiano di età superiore ai 30 anni al momento dell'elezione. I rappresentanti delle comunità indigene che si candidano all'elezioni come rappresentanti delle comunità indigene al Senato devono aver ricoperto in precedenza un ruolo di autorità nella loro comunità o devono essere stati il leader di un'organizzazione indigena.

## Poteri
1. Approvare o respingere le dimissioni del Presidente e del Vice Presidente.
2. Approvare o rifiutare le promozioni militari conferite dal governo agli ufficiali incaricati.
3. Concedere i permessi di assenza per il Presidente in casi diversi dalla malattia.
4. Consentire il transito di truppe straniere attraverso il territorio colombiano.
5. Autorizzare il governo a dichiarare guerra a una nazione straniera.
6. Eleggere i giudici della Corte costituzionale.
7. Eleggere il procuratore generale.[6]

### Poteri giudiziari
I poteri giudiziari del Congresso sono divisi tra Camera dei Rappresentanti e Senato. Spetta però a quest'ultimo valutare le accuse mosse dalla Camera dei Rappresentanti contro il Presidente (o chi lo sostituisce) e i membri della Comisión de Aforados anche qualora abbiano cessato di esercitare le loro funzioni.